# クレメンス4世 (ローマ教皇)
クレメンス4世（Clemens IV, ?（1190年-1200年の間）11月23日 - 1268年11月29日）は、ローマ教皇（在位：1265年 - 1268年）。現在のフランス・サン＝ジル出身。本名はギ・フコワ（仏:Gui Foucoi）。太っていたので肥満（le Gros）と渾名された。
最初は俗人で、兵士、弁護士を務め、フランス国王ルイ9世の秘書も務めた。結婚もしており、2人の娘を儲けた。年代は不明ながら妻の死後に聖職者を目指して1256年にル・ピュイ＝アン＝ヴレ司教、1259年にナルボンヌ大司教、1262年には教皇ウルバヌス4世にイングランドの教皇使節に任命された。
この時期、イタリアではシチリア王国を治めるホーエンシュタウフェン朝と教皇が対立、ウルバヌス4世もシチリア国王マンフレーディとの対決に治世を費やしたが、1264年、避難先のペルージャで死去、年が明けた1265年にコンクラーヴェでイングランドに滞在中のギーが選ばれたが、マンフレーディに捕らわれることを避けるため、変装してイタリアへ戻った。
マンフレーディへの対抗手段としてルイ9世の弟シャルル・ダンジューを呼び出し、1266年にシチリア王冠を授けた。シャルルもこれに応じてベネヴェントの戦いでマンフレーディを討ち取り、1268年にイタリアに侵攻したマンフレーディの甥コッラディーノもタリアコッツォの戦いで撃破、捕らえて10月29日に処刑、ホーエンシュタウフェン朝を滅ぼした。クレメンス4世はそれを見届けたかのように、11月29日に死去した。
しかし、教皇の地位はこれで安泰になった訳ではなかった。シチリアの支配者がホーエンシュタウフェン朝からシャルルに代わっただけであり、その後の教皇はシャルルの動向に左右されていくことになる。
他の事跡としては、中央アジアのイルハン朝第2代ハン・アバカと交渉を持ったことである。フランスとモンゴルの同盟を持ちかけたが最終的に失敗に終わった。これには、アバカが東ローマ皇帝ミカエル8世の娘マリアと結婚していたことも影響があるとされる。また、フランシスコ会員ロジャー・ベーコンに著作を纏めるよう求め、ベーコンは1267年に『大著作』をクレメンス4世に送った。1268年には『第三著作』も送られたが、同年にクレメンス4世が死去したことにより、庇護者を失ったベーコンはフランシスコ会に投獄された。
クレメンス4世の死後、コンクラーヴェが開かれたが3年経過しても決まらず、ようやく1271年にテオバルド・ヴィスコンティが選出され（ただし、本人はイングランドのエドワード王太子率いる第8回十字軍に従軍して不在）、グレゴリウス10世として即位した。